# Saint-Hilaire-les-Monges
Saint-Hilaire-les-Monges är en kommun i departementet Puy-de-Dôme i regionen Auvergne-Rhône-Alpes i centrala Frankrike. Kommunen ligger i kantonen Pontaumur som tillhör arrondissementet Riom. År 2022 hade Saint-Hilaire-les-Monges 84 invånare.

## Befolkningsutveckling
Antalet invånare i kommunen Saint-Hilaire-les-Monges
| Referens: INSEE |